# حشره‌خوار کوچک سوماترا
 حشره‌خوار کوچک سوماترا (نام علمی: Crocidura levicula) نام یک گونه از سرده حشره‌خوارهای دندان‌سفید است.